# Vol 222
Pour plus de détails, voir Fiche technique et Distribution.
Vol 222 (en russe : Рейс 222, Reis 222) est un film soviétique réalisé par Sergueï Mikaelian et sorti en 1985. Il est basé sur le fait réel, la défection à l'ouest d'Alexandre Godounov, artiste du Bolchoï en août 1979,,. Presque tous les personnages sont interprétés par les acteurs non professionnels.

## Synopsis
La patineuse Irina Panina avec sa troupe de ballet sur glace se produit à New York. Son mari, un athlète célèbre Guennadi Chouvalov s'y trouve également. Un jour, Guennadi disparaît et la même nuit, Irina apprend que son mari a décidé de rester aux États-Unis et a demandé l'asile politique. Craignant que les services secrets américains ne persuadent Irina de rester aux États-Unis, les autorités soviétique décident de la renvoyer à Moscou le même jour. À l'Aéroport international John-F.-Kennedy de New York, Irina monte à bord du vol SU-222 d'Aeroflot, mais au dernier moment, le service de l'immigration retarde le départ et bloque l'avion avec des voitures de police. Les autorités américaines exigent qu'Irina rencontre son mari, cela prouverait qu'elle ne retourne en Union soviétique sous contrainte. Irina elle-même est cependant contre cette proposition, en bonne citoyenne soviétique. 

## Fiche technique
- Titre du film : Vol 222
- Titre original : Рейс 222 (Reis 222)
- Réalisation : Sergueï Mikaelian
- Scénario : Sergueï Mikaelian
- Photographie : Sergueï Astakhov
- Compositeur : Sergueï Banevitch
- Production : Lenfilm
- Durée : 130 minutes
- Pays d'origine : Union soviétique
- Sortie : 1985
- Genre : drame politique

## Distribution
- Larissa Poliakova : patineuse Irina Panina
- Iouri Chadrine : Ivan Kirilovitch, pilote d'avion
- Vilnis Beķeris : Michael Drake, agent du département d'État des États-Unis
- Valentin Boukine : Fedor, fonctionnaire soviétique
- Aivars Siliņš : Forrest, agent du département d'État des États-Unis